# Birnenkolben

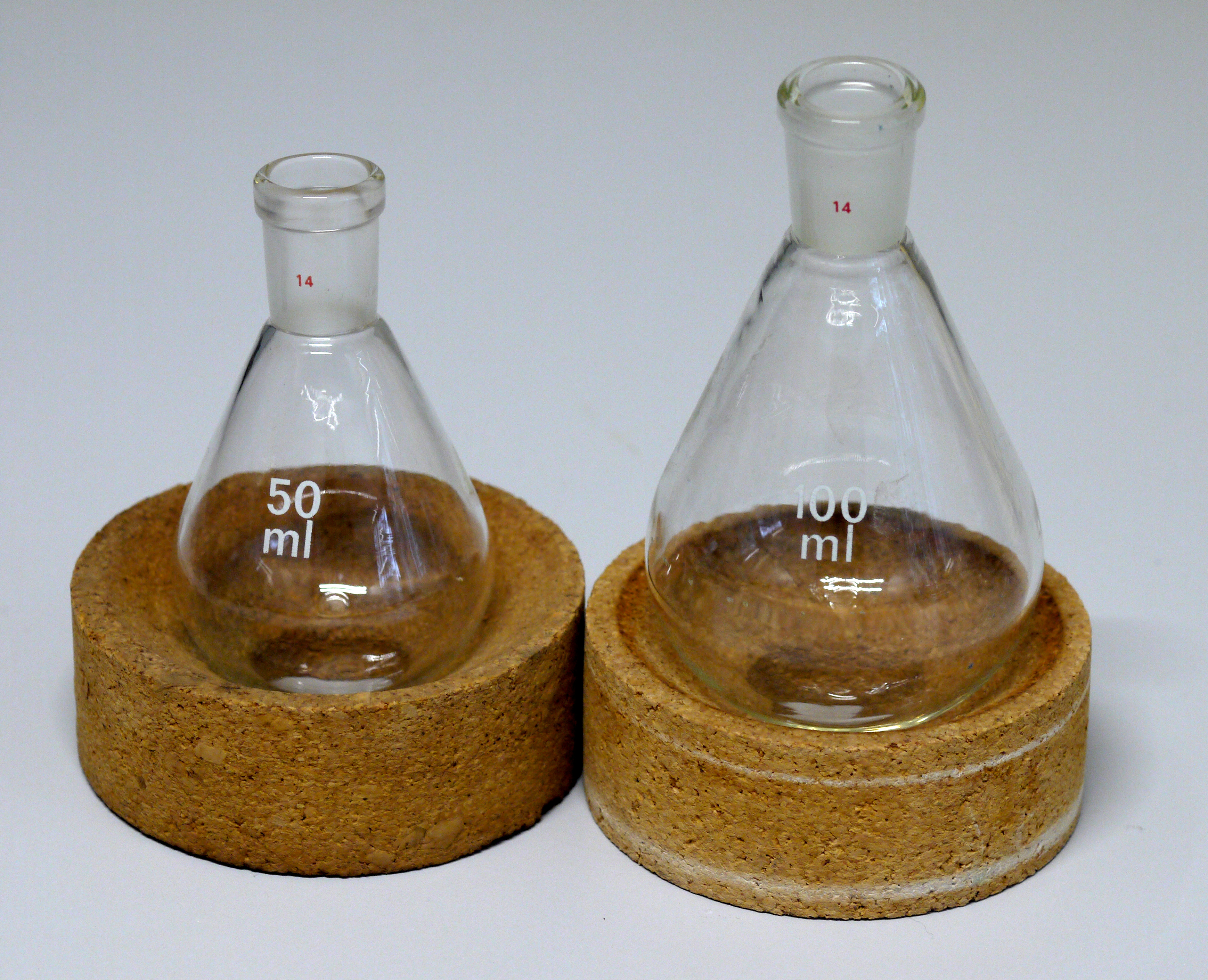
Birnenkolben in Korkringen stehend

Birnenkolben (auch Verdampferkolben) sind eine besindere Form  von Kolben und bestehen aus einem unteren birnenförmigen Teil und einem zylindrischen Hals. Sie sind aus Borosilikatglas hergestellte Gefäße im Chemielabor und werden als Siedegefäße für chemische Reaktionen, als Vorlage bei Destillationen oder als Verdampferkolben für den Rotationsverdampfer verwendet.
Birnenkolben werden in diversen Größen (von 5 ml bis zu 25 l) gefertigt. Der Hals ist als Normschliff mit unterschiedlichen Hülsengrößen ausgeführt. Die Hülsenschliffe dienen dem Anschluss an weitere Glasgeräte (z. B. Spinne). Da die Kolben nicht frei stehen können, müssen sie mit einer Schliffklemme an einem anderen Laborgerät, mit einer Stativklemme am Laborstativ befestigt oder in einen Korkring gestellt werden. Zur längerfristigen Aufbewahrung von Chemikalien sind sie nicht geeignet.
Birnenkolben dürfen – im Gegensatz zu Stehkolben (z. B. Erlenmeyerkolben) – unter Vakuum gesetzt werden, ohne dass die Gefahr einer Implosion bestehen könnte. Zudem ermöglicht die runde Form ein gleichmäßiges Erwärmen.